# مگرس (دهانه)
مگرس یک دهانه برخوردی در ماه‌ است.

## دهانه‌های اقماری
این دهانه ۱ دهانه اقماری دارد.
| Meggers | عرض جغرافیایی | طول جغرافیایی | قطر          |
| ------- | ------------- | ------------- | ------------ |
| S       | ۲۴.۰° N       | ۱۱۹.۸° E      | ۴۲.۰ کیلومتر |